# Congregação Israelita Paulista
Congregacao Israelita Paulista (CIP), la congrégation israélite de São Paulo, est la plus importante synagogue d'Amérique latine. Établie en 1936 par un groupe de réfugiés juifs fuyant l'Allemagne nazie, cette communauté appartient au courant réformiste mais entretient aussi des liens avec le mouvement conservateur.
Le rabbinat de cette communauté est composé des rabbins Henry Sobel (président), Yehuda Busquila et Michel Schlesinger, et d'un assistant, Uri Lam, qui prévoit également d'étudier pour devenir rabbin dans un proche avenir. Deux 'Hazzanim, Avi Bursztein et Alexandre Edelstein, participent aux prières.
Un grand nombre d'activités communautaires sont organisées:
- les offices religieux,
- des groupes d'études religieuses,
- des activités éducatives juives pour les plus jeunes,
- une chorale et des cours de danse israélienne,
- des activités pour les personnes âgées,
- des programmes de scoutisme,
- des cours d'hébreu,
- des conférences à thèmes.